# Руда-Бялачовська
Руда-Бялачовська (пол. Ruda Białaczowska) — село в Польщі, у гміні Ґоварчув Конецького повіту Свентокшиського воєводства.
Населення — 489 осіб (2011).
У 1975-1998 роках село належало до Радомського воєводства.

## Демографія
Демографічна структура на день 31 березня 2011 року:
|          | Загалом | Допрацездатний вік | Працездатний вік | Постпрацездатний вік |
| -------- | ------- | ------------------ | ---------------- | -------------------- |
| Чоловіки | 256     | 55                 | 185              | 16                   |
| Жінки    | 233     | 46                 | 131              | 56                   |
| Разом    | 489     | 101                | 316              | 72                   |